# Arnträsket, Västerbotten
Arnträsket är en sjö i Norsjö kommun i Västerbotten och ingår i Rickleåns huvudavrinningsområde. Sjön har en area på 5,12 kvadratkilometer och ligger 264 meter över havet. Sjön avvattnas av vattendraget Antersbäcken.

## Delavrinningsområde
Arnträsket ingår i det delavrinningsområde (718849-169661) som SMHI kallar för Utloppet av Arnträsket. Medelhöjden är 279 meter över havet och ytan är 17,46 kvadratkilometer. Det finns inga avrinningsområden uppströms utan avrinningsområdet är högsta punkten. Antersbäcken som avvattnar avrinningsområdet har biflödesordning 3, vilket innebär att vattnet flödar genom totalt 3 vattendrag innan det når havet efter 114 kilometer. Avrinningsområdet består mestadels av skog (57 procent). Avrinningsområdet har 5,1 kvadratkilometer vattenytor vilket ger det en sjöprocent på 29,2 procent.